# Studenec (district de Třebíč)
Pour les articles homonymes, voir Studenec.
Studenec (en allemand : Studenetz) est une commune du district de Třebíč, dans la région de Vysočina, en République tchèque. Sa population s'élevait à 592 habitants en 2020.

## Géographie
Studenec se trouve à 7 km à l'ouest-sud-ouest du centre de Náměšť nad Oslavou, à 13,5 km à l'est de Třebíč, à 40,5 km au sud-est de Jihlava et à 154 km au sud-est de Prague.
La commune est limitée par Pozďatín et Pyšel au nord, par Zahrádka, Okarec et Třesov à l'est, par Kozlany au sud, et par Koněšín à l'ouest.

## Histoire
La première mention écrite de la localité date de 1104.

## Transports
Par la route, Studenec se trouve à 8,3 km de Náměšť nad Oslavou, à 15,5 km de Třebíč, à 49 km de Jihlava et à 182 km de Prague.